# Didier Virvaleix
Didier Virvaleix, né le 21 septembre 1966 à Périgueux, est un coureur cycliste français.

## Biographie
Il devient professionnel en 1989 et le reste jusqu'en 1992. Il remporte deux victoires durant cette période. 
Il court ensuite au sein de l'US Montauban Cyclisme 82, dans les rangs amateurs.

## Palmarès en cyclisme
- 1985
  - Tour du Ribéracois
- 1986
  - 3e du Tour du Périgord
  - 3e du Circuit des Monts et Barrages
- 1987
  - Prologue du Tour d'Autriche
  - 2e du Grand Prix de Puy-l'Évêque
- 1988
  - Grand Prix Pierre-Pinel
  - Paris-Évreux
  - 2e étape du Tour du Haut-Languedoc
  - 2e du Tour du Haut-Languedoc
  - 3e du championnat de France militaires sur route
- 1990
  - 3ea étape du Grand Prix du Midi libre
- 1991
  - 2e étape du Grand Prix François-Faber
- 1993
  - 2e de la Ronde du Pays basque
- 1998
  - 2e du Trophée des Bastides

## Résultats sur les grands tours

### Tour de France
1 participation
- 1991 : 50e

### Tour d'Espagne
1 participation
- 1989 : 25e

## Palmarès en duathlon
- 2009
  - Champion du Monde de Duathlon, catégorie vétéran, à Concord (Caroline du Nord - USA)